# タンゴの街
タンゴの街（Barrio de tango）とは、アニバル・トロイロ作曲のタンゴ。

## 概要
1942年発表の曲。
オメロ・マンシの歌詞がついている。なお、オメロ・マンシが、アニバル・トロイロのタンゴに歌詞をつけるのは、この作品が初めて。マンシの暮らした下町ヌエバ・ポンページャ地区をイメージして書いたもので、彼のエスプリがうかがえる。
曲は、陽気な長調である。
アニバル・トロイロ楽団やミゲル・カロー楽団のレコード録音が有名である。　